# Peltopleurus
Peltopleurus is een geslacht van uitgestorven straalvinnige beenvissen, behorend tot de Peltopleuriformes. Het leefde tussen het Midden-Trias en het Onder-Jura (ongeveer 240 - 190 miljoen jaar geleden) en zijn fossiele overblijfselen zijn gevonden in Europa en Azië.
In 1866 benoemde Rudolf Kner het geslacht Peltopleurus. De geslachtsnaam betekent 'schildrib'. De typesoort is Peltopleurus splendens, 'de schitterende'.
Andere soorten zijn P. rugosus, P. humilis, P. lissocephalus Brough, 1939, P. nothocephalus, P. dirumptus, P. nuptialis Lombardo, 1999, P. humilis Kner, Peltopleurus orientalis Su 1959, P. brachycephalus Liu 2006, P. nitidus Xu & Ma 2016, Peltopleurus tyrannos, Xu, Ma & Zhao 2018 (IVPP V 19986) en P. kneri.
De soorten van Peltopleurus zijn drie tot acht centimeter lang. Ze hebben een stompe snuit, grote ogen, een spoelvormig lichaam en een matig gevorkte staartvin.